# Okeanos (Bernd Richard Deutsch)
Okeanos. Konzert für Orgel und Orchester ist eine Komposition des österreichischen Komponisten Bernd Richard Deutsch.

## Geschichte
Das Werk entstand 2014 bis 2015 im Auftrag der Gesellschaft der Musikfreunde in Wien und des ORF Radio-Symphonieorchesters Wien. Die Uraufführung fand am 26. November 2015 im Wiener Musikverein statt, mit Wolfgang Kogert als Solisten und dem ORF Radio-Symphonieorchester Wien unter der Leitung von Stefan Asbury. Der Titel Okeanos verweist auf die gleichnamige Gestalt aus der griechischen Mythologie. Die Aufführungsdauer beträgt etwa 30 Minuten.
Der Uraufführung folgten Aufführungen in der Severance Hall Cleveland (Paul Jacobs, Cleveland Orchestra, Franz Welser-Möst), im Stavanger Konserthus (Wolfgang Kogert, Stavanger Symphony Orchestra, Pablo Gonzalez), im Konserthuset Stockholm (Iveta Apkalna, Royal Stockholm Philharmonic Orchestra, Franz Welser-Möst) und im Konzerthaus Berlin (Iveta Apkalna, Konzerthausorchester Berlin, Juraj Valcuha).

## Werkaufbau
Okeanos ist in vier Sätze unterteilt und assoziativ mit den vier Elementen der Antike verbunden: Wasser, Luft, Erde und Feuer. Die Komposition folgt in ihrem Ablauf dem Prinzip des Goldenen Schnitts, dadurch unterliegen die zeitlichen und formalen Proportionen des Werkes einer genau konzipierten Struktur.

## Orchesterbesetzung
- Holzbläser: 3 Flöten (2. und 3. auch Pikkolo, 3. auch Altflöte), 3 Oboen (3. auch Englischhorn), 3 Klarinetten (2. auch Kleine Klarinette, 3. auch Bassklarinette), 3 Fagotte (3. auch Kontrafagott)
- Blechbläser: 4 Hörner, 3 Trompeten, 3 Posaunen, Tuba
- Pauken
- Schlagzeug: 4 Spieler
- Harfe
- Celesta
- Streicher: 14 Violinen 1, 12 Violinen 2, 10 Bratschen, 8 Violoncelli, 6 Kontrabässe

## Rezeption (Auswahl)
„Die Uraufführung des Orgelkonzerts Okeanos entpuppte sich als Geburtsstunde eines dieser in der Folge so genannten Meisterwerke, mit denen man nicht allzu reichlich verwöhnt wird [… Deutsch] behandelt das riesige Orchester gerade so, als ob er es parallel zum virtuosen Orgelpart als ein einziges vielschichtiges Instrument erscheinen lassen will. Alles bleibt transparent, die Dichte ergibt ganz besonders dort Sinn, wo Details aus ihr heraus zur Entfaltung kommen, erblühen. […] Okeanos ist ein gewaltiges Zeugnis künstlerischer Potenz, das man wiederhören will, das man wiederhören muss.“

„Ein Konzert für Orgel und Orchester? Davon haben viele Komponisten aus gutem Grund die Finger gelassen. Zu übermächtig und zugleich im Orchestertutti klanglich bedroht sei das Soloinstrument – und als Ganzes dem Kollektiv viel zu ähnlich, als dass es auf befriedigende Weise in einen Dialog treten könnte, so lauten die Bedenken. Der 1977 in Mödling geborene Bernd Richard Deutsch wollte es dennoch wissen – und reüssierte nun im Wiener Musikverein auf geradezu verblüffende Weise. […] Alles freilich in eine fesselnde Dramaturgie gebracht, in der Melodiepartikel und komplexe Rhythmik, virtuose Passagen, brausende Akkorde und kammermusikalisch transparente Dialoge wie bei einem gut geölten Räderwerk bei allen Überraschungen im Einzelnen doch logisch ineinandergreifen. Ein intensiver, auch zuletzt nach Schostakowitschs monumentaler elfter Symphonie noch stark bejubelter Abend.“

“The variety in Okeanos (the Greek mythological figure representing oceans) was stunning. From subdued and mysterious, a la Messiaen, Jacobs and the orchestra were as likely Thursday to turn bubbly, playful, or even crazed as they were to let out a thunderous, screaming yawp. Through it all, the music managed to emulate water, air, earth, and fire, always without recourse to overtly literal means … Still, if Okeanos had one key virtue, it was orchestration. Time and again, Deutsch found spine-tingling parallels between the organ and a raft of percussion instruments, uniting front and rear stage in ways that can only be described as magical.”

„Überwältigendes Orgelkonzert … Nach Iveta Apkalna handelt es sich um ‚das beste zeitgenössische Orgelkonzert überhaupt‘. Eindeutig für eine Konzertorgel entworfen, weist das viersätzige Stück keine religiösen Konnotationen auf und überzeugt, ja überwältigt mit einer enormen klangfarblichen und emotionalen Vielfalt. Absolut zeitgenössisch, keineswegs aber avantgardistisch (was immer dieser Begriff heute noch bedeuten mag), stellt Okeanos hohe bis höchste Anforderungen sowohl an den Spieler als auch an den Hörer […]“

## Diskografie
- Okeanos. Auf A New Century. Mit Paul Jacobs, Orgel, Cleveland Orchestra, Dirigent: Franz Welser-Möst (The Cleveland Orchestra; 2020)[6]
- Okeanos. Auf der CD Oceanic. Mit Iveta Apkalna, Stavanger Symphony Orchestra, Dirigent: Andris Poga (Berlin Classics; 2023)[7]